# Taszkiencki Oficerski Oddział Partyzancki
Taszkiencki Oficerski Oddział Partyzancki (ros. Ташкентский офицерский партизанский отряд) – oddział partyzancki wojsk Białych podczas wojny domowej w Rosji.
Po załamaniu się antybolszewickiego powstania taszkenckiego 21 stycznia 1919 r., część jego uczestników uciekła z miasta. Sformowali oni w rejonie Taszkentu oddział partyzancki, liczący ok. 100 ludzi. Na jego czele stanął książę rtm. Aleksandr N. Iskander, syn zmarłego wielkiego księcia Nikołaja K. Romanowa. Partyzanci przeprowadzili w ciężkich zimowych warunkach marsz w góry Kotliny Fergańskiej, gdzie od marca rozpoczęli działalność zbrojną przeciwko miejscowym siłom bolszewickim. Działali w porozumieniu z oddziałami basmaczów. Następnie przeszli w rejon Buchary. W wyniku ciężkich walk liczebność oddziału silnie spadła. Jego resztki weszły w skład Wojsk Obwodu Zakaspijskiego.